# Nancy Pérez
Pour les articles homonymes, voir Pérez.
Nancy Pérez, de son nom complet Nancy Pérez Sierra, est une femme politique vénézuélienne, née le 26 octobre 1957. Elle a été deux fois ministres, ministre de la Femme et de l'Égalité de genre de 2010 à 2013 et ministre de la Santé en 2014.

## Sources
- Biographie sur Poderopedia